# Almirante Tamandaré do Sul
Almirante Tamandaré do Sul, amtlich portugiesisch Município de Almirante Tamandaré do Sul, ist eine Gemeinde im Bundesstaat Rio Grande do Sul im Süden Brasiliens. Die Kleinstadt liegt auf einer Höhe von 600 m im nördlichen Teil des Bundesstaats und ist rund 312 km von der Hauptstadt Porto Alegre entfernt. Die Bevölkerungszahl wurde zum 1. Juli 2021 auf 1935 Einwohner geschätzt, bei der letzten Volkszählung 2010 waren noch 2067 Bewohner ermittelt worden. Sie werden Tamandarenser (tamandarenses) genannt und leben auf einer Gemeindefläche von rund 265,3 km².

## Geographie
Angrenzende Orte sind Carazinho, Chapada, Coqueiros do Sul, Nova Boa Vista und Sarandi. Im östlichen Gemeindegebiet verläuft die BR-386 in Nord-Süd-Richtung.

## Klima
Der Ort hat tropisches, warmes und gemäßigtes Klima, Cfa nach der Klimaklassifikation nach Köppen und Geiger. Die Durchschnittstemperatur ist 18,7 °C, die durchschnittliche Niederschlagsmenge liegt bei 1770 mm im Jahr.

## Geschichte
Der Ort ist, ebenso wie die im Bundesstaat Paraná liegende Stadt Almirante Tamandaré, nach dem kaiserlichen Befehlshaber der Kriegsmarine Joaquim Marques Lisboa (1807–1897) benannt. Zunächst nur ein Distrikt des Munizips Passo Fundo, dann von Carazinho, wurde die Gemeinde am 16. April 1996 von Carazinho herausgelöst. Die eigentliche Emanzipation erfolgte einige Jahre später nach Kommunalwahlen im Oktober 2000, so dass zum 1. Januar 2001 erstmals die Stadtlegislative eingerichtet werden konnte.

## Kommunalpolitik
Erster Bürgermeister war João Domingos Rodrigues da Silva. Stadtpräfekt war seit der Kommunalwahl 2016 für die Amtszeit 2017 bis 2010 Valdeci Gomes da Silva des Partido Democrático Trabalhista (PDT). Bei der Kommunalwahl 2020 wurde Silva durch Adir Giacomini von den Progressistas (PP) für die Amtszeit von 2021 bis 2024 mit 874 der gültigen Stimmen als Stadtpräfekt abgelöst.
Die Legislative liegt bei einem Stadtrat, den acht vereadores der Câmara Municipal.